# Living the Dream
 (septembre 2018).
Si vous disposez d'ouvrages ou d'articles de référence ou si vous connaissez des sites web de qualité traitant du thème abordé ici, merci de compléter l'article en donnant les références utiles à sa vérifiabilité et en les liant à la section « Notes et références ».
Albums de Slash
World on Fire
(2015)
Living the Dream est le quatrième album studio du guitariste Slash et le troisième sous le nom de groupe Slash featuring Myles Kennedy & The Conspirators. Slash est accompagné par Myles Kennedy (Alter Bridge) au chant, Todd Kerns à la basse, Brent Fitz à la batterie et pour la première fois en studio Frank Sidoris à la guitare rythmique. Comme l'album précédent World on Fire, Living the Dream est produit par Michael Elvis Baskette (producteur d'Alter Bridge). L'album est publié le 21 septembre 2018 dans le monde entier.

## Histoire
Comme à son habitude, Slash commence à composer la suite de World on Fire lors de la tournée internationale qui suit la sortie de l'album, principalement dans des chambres d'hôtels et lors du soundchek des concerts avec le groupe. Avant le départ pour une tournée américaine en avril 2015, les Conspirators se retrouvent pour enregistrer de premières ébauches qui figureront sur le futur album. Cette phase de pré-production est clôturée en octobre 2015. À ce stade, le groupe pense que l'album sortira courant 2017.
L'enregistrement, initialement prévu en mai 2016, est reporté en septembre 2016 puis finalement mars 2018 du fait de la réunion inattendue de Guns N' Roses et la tournée internationale Not in this Lifetime... Tour qui suivit. Durant cette période, les membres des Conspirators retournent travailler avec leurs groupes respectifs et Myles Kennedy en profite pour sortir son premier album solo.
L'album, enregistré en partie au studio NRG de Hollywood comme World on Fire ainsi que dans le nouveau studio personnel de Slash nommé Snakepit studios, est entièrement réalisé en digital assisté du logiciel ProTools, contrairement aux anciens qui étaient tous analogiques. Slash évoque le coup important des enregistrements analogiques pour justifier cette nouveauté.
Pour la première fois dans l'histoire du groupe, Frank Sidoris (jusque là guitariste sur les tournées depuis 2011) participe à la création de l'album et enregistre les guitares rythmiques de l'album avec Slash. Enregistré entre mars et avril 2018, il est mixé par Mike Baskette.
Le 18 juin 2018, Slash dévoile officiellement via les réseaux sociaux le nom de l'album, sa date de sortie ainsi que les dates d'une tournée américaine de 21 dates prévue entre septembre et octobre 2018. Le 25 juillet sort le premier single de l'album Driving Rain sur les plateformes de téléchargement et en écoute libre sur YouTube. Deux mois après sa sortie, la chanson cumule près de 1,5 million d'écoutes. Jusqu'à la sortie de l'album le 21 septembre 2018, plusieurs titres sont diffusés à la radio (BBC Radio 1) ou en téléchargement : Mind Your Manners (second single), The Call Of The Wild et My Antidote.
Après un concert privé organisé par la radio américaine Sirius XM le 11 septembre 2018, la tournée officielle commence le 13 septembre au Whiskey A Go Go (Los Angeles), salle de concert bien connue du groupe.

## Liste des chansons
| 1.    | The Call Of The Wild       | 3:59 |
| 2.    | Serve You Right            | 5:11 |
| 3.    | My Antidote                | 4:16 |
| 4.    | Mind Your Manners          | 3:37 |
| 5.    | Lost Inside The Girl       | 6:29 |
| 6.    | Read Between The Lines     | 3:36 |
| 7.    | Slow Grind                 | 3:35 |
| 8.    | The One You Love Is Gone   | 4:49 |
| 9.    | Driving Rain               | 4:10 |
| 10.   | Sugar Cane                 | 3:08 |
| 11.   | The Great Pretender        | 5:25 |
| 12.   | Boulevard Of Broken Hearts | 4:05 |
| 52:21 |                            |      |

## Musiciens
Musiciens
- Slash - Guitare solo, guitare rythmique
- Myles Kennedy - Chant
- Todd Kerns - Basse, chœurs
- Brent Fitz - Batterie, percussions, clavier
- Frank Sidoris - Guitare rythmique

Personnel additionnel
- Michael Elvis Baskette - Production, mixage
- Jef Moll - Ingénieur du son

## Living the Dream Tour
La sortie de Living the Dream est l'occasion pour Slash et les Conspirators de repartir en tournée à travers le monde entre septembre 2018 et mars 2019. La première partie des concerts se déroule aux États-Unis (20 dates) et au Canada (1 date) et débute le 11 septembre par un concert privé organisé par la radio Sirius XM, soit trois ans après la dernière prestation publique du groupe. Le lendemain les Conspirators sont invités à jouer cinq titres pour l'émission de Jimmy Kimmel (Jimmy Kimmel Live!) sur Hollywood Boulevard. Le 13 septembre commence officiellement la tournée avec le premier concert publique au Whiskey A Go Go à Los Angeles.
Le 7 septembre est officialisée la liste des 21 concerts donnés par le groupe en Europe qui se dérouleront entre février et mars 2019. Le groupe passera par l'Allemagne (3 dates), la République Tchèque, l'Autriche, la Pologne, le Royaume-Uni (4 dates), la France (2 dates), la Belgique, les Pays-Bas, la Norvège, la Suède, la Suisse, l'Italie, l'Espagne (2 dates) et le Portugal.